# Lithophane pertorrida
Lithophane pertorrida là một loài bướm đêm trong họ Noctuidae.